# Claude Berri
Claude Berel Langmann (París, Francia; 1 de julio de 1934 - París, 12 de enero de 2009) fue un director y productor de cine francés.

## Biografía
Proveniente de una familia francesa de religión judía, su padre era peletero y su madre trabajaba en una fábrica. Desde su nacimiento vivían en París. Aunque comenzó a trabajar con su padre, simultáneamente acudía a clases de teatro.
Murió el 12 de enero de 2009 a causa de un infarto vascular cerebral.

## Carrera
Aunque escribió guiones y comenzó como actor, Berri destacó por la dirección y producción.
Como director llevó las riendas de películas como 'Germinal (1993), con Gérard Depardieu y Miou-Miou; Jean de Florette (1986) y La venganza de Manon (1986), con Emmanuelle Béart.
Era el productor de cabecera de directores como Jean-Jacques Annaud y Costa-Gavras. Su última película producida fue Bienvenue chez les Ch'tis (Bienvenidos al norte), que batió el récord de taquilla en Francia en su momento. También produjo otros éxitos como Tess (1979) de Roman Polanski, La Reine Margot (1994), de Patrice Chéreau o la saga de películas sobre Astérix y Obélix.

## Filmografía

### Director
- 1962: Le Poulet.
- 1964: Les Baisers, (segmento "Baiser de 16 ans").
- 1964: La Chance et l'amour, (segmento "La Chance du guerrier").
- 1966: Le Vieil homme et l'enfant.
- 1968: Mazel Tov ou le Mariage.
- 1969: Le Pistonné.
- 1970: Le Cinéma de papa.
- 1972: Sex-shop.
- 1975: Le Mâle du siècle.
- 1976: La Première Fois.
- 1977: Un moment d'égarement.
- 1980: Je vous aime.
- 1981: Le maître d'école.
- 1983: Tchao Pantin.
- 1986: Jean de Florette (El manantial de las colinas).
- 1986: Manon des sources (La venganza de Manon).
- 1990: Uranus.
- 1993: Germinal.
- 1996: Lucie Aubrac.
- 1999: La débandade.
- 2001: Une femme de ménage.
- 2004: L'un reste, l'autre part.
- 2006: Ensemble, c'est tout (Juntos, nada más).
- 2009: Trésor (Un regalo para ella).

### Productor
- 1967: Marie pour mémoire de Philippe Garrel.
- 1968: Oratorio for Prague de Jan Nemec.
- 1970: L'Enfance nue de Maurice Pialat.
- 1973: Pleure pas la bouche pleine de Pascal Thomas.
- 1976: Je t'aime... moi non plus de Serge Gainsbourg.
- 1979: Tess de Roman Polanski.
- 1980: Inspecteur la Bavure de Claude Zidi.
- 1982: Deux heures moins le quart avant Jésus-Christ de Jean Yanne.
- 1983: L'Africain de Philippe de Broca.
- 1983: Banzaï de Claude Zidi.
- 1983: La Femme de mon pote de Bertrand Blier.
- 1983: Garçon! de Claude Sautet.
- 1985: Les Enragés de Pierre-William Glenn.
- 1987: Hôtel de France de Patrice Chéreau.
- 1988: À gauche en sortant de l'ascenseur de Édouard Molinaro.
- 1988: L'Ours (El oso) de Jean-Jacques Annaud.
- 1988: Trois places pour le 26 de Jacques Demy.
- 1988: La Petite Voleuse de Claude Miller.
- 1992: L'Amant (El amante) de Jean-Jacques Annaud.
- 1993: Une journée chez ma mère de Dominique Cheminal.
- 1994: La Reine Margot de Patrice Chéreau.
- 1994: La Séparation de Christian Vincent.
- 1995: Gazon maudit de Josiane Balasko.
- 1996: Der Unhold de Volker Schlöndorff.
- 1997: Didier de Alain Chabat.
- 1997: Arlette de Claude Zidi.
- 1997: Le Pari de Didier Bourdon y Bernard Campan.
- 1998: Mookie de Hervé Palud.
- 1999: Astérix et Obélix contre César de Claude Zidi.
- 1999: Mauvaise passe de Michel Blanc.
- 2001: La Boîte de Claude Zidi.
- 2001: Ma femme est une actrice de Yvan Attal.
- 2002 : Amen. de Costa-Gavras.
- 2002: Astérix & Obélix: Mission Cléopâtre de Alain Chabat.
- 2003: Le Bison (et sa voisine Dorine) de Isabelle Nanty.
- 2003: Les Sentiments de Noémie Lvovsky.
- 2004: San Antonio de Frederic Auburtin.
- 2007: La graine et le mulet de Abdellatif Kechiche.
- 2008: Bienvenue chez les Ch'tis (Bienvenidos al norte) de Dany Boon.
- 2009: Trésor (Un regalo para ella).

## Premios
Ganó el BAFTA a la mejor película en 1987 dirigiendo Jean de Florette. A lo largo de su carrera fue candidato a doce premios César aunque sólo ganó uno (mejor película en el 2008 por La graine et le mulet). También ganó un Óscar, en este caso al mejor cortometraje por Le Poulet en la edición de 1965, y fue candidato como productor de Tess en la edición de 1980.
Premios Óscar
| Año  | Categoría          | Película  | Resultado |
| ---- | ------------------ | --------- | --------- |
| 1966 | Mejor cortometraje | Le Poulet | Ganador   |
| 1981 | Mejor película     | Tess      | Nominado  |

Premios César
| Año  | Categoría                       | Trabajo nominado      | Resultado |
| ---- | ------------------------------- | --------------------- | --------- |
| 2008 | Mejor película                  | La graine et le mulet | Ganador   |
| 2008 | Mejor guion adaptado            | Ensemble, c'est tout  | Nominado  |
| 1994 | Mejor director                  | Germinal              | Nominado  |
| 1994 | Mejor película                  | Germinal              | Nominado  |
| 1994 | Mejor guion original o adaptado | Germinal              | Nominado  |
| 1991 | Mejor director                  | Uranus                | Nominado  |
| 1991 | Mejor película                  | Uranus                | Nominado  |
| 1987 | Mejor director                  | Jean de Florette      | Nominado  |
| 1987 | Mejor película                  | Jean de Florette      | Nominado  |
| 1987 | Mejor guion original o adaptado | Jean de Florette      | Nominado  |
| 1984 | Mejor director                  | Tchao pantin          | Nominado  |
| 1984 | Mejor película                  | Tchao pantin          | Nominado  |
| 1984 | Mejor guion adaptado            | Tchao pantin          | Nominado  |

Premios BAFTA
| Año  | Categoría                          | Trabajo nominado  | Resultado |
| ---- | ---------------------------------- | ----------------- | --------- |
| 1987 | Mejor película                     | Jean de Florette  | Ganador   |
| 1987 | Mejor guion adaptado               | Jean de Florette  | Ganador   |
| 1987 | Mejor director                     | Jean de Florette  | Nominado  |
| 1987 | Mejor película de habla no inglesa | Jean de Florette  | Nominado  |
| 1987 | Mejor película de habla no inglesa | Manon des sources | Nominado  |

Premios del Cine Europeo
| Año  | Categoría          | Trabajo nominado | Resultado |
| ---- | ------------------ | ---------------- | --------- |
| 2008 | Premio del público | Jean de Florette | Nominado  |

Festival Internacional de Cine de Berlín
| Año  | Categoría           | Película           | Resultado |
| ---- | ------------------- | ------------------ | --------- |
| 1967 | Premio C.I.D.A.L.C. | El viejo y el niño | Ganador   |
| 1997 | Oso de oro          | Lucie Aubrac       | Nominado  |
| 1991 | Oso de oro          | Uranus             | Nominado  |

Festival Internacional de Cine de Moscú
| Año  | Categoría        | Trabajo nominado | Resultado |
| ---- | ---------------- | ---------------- | --------- |
| 1987 | San Jorge de Oro | Jean de Florette | Nominado  |